# José Ângelo Teixeira de Magalhães
José Ângelo Teixeira de Magalhães era tenente-coronel de artilharia e Comandante Territorial Independente de Timor. Quando o governador de Timor-Leste, coronel Mário Lemos Pires partiu para Camberra, capital federal da Austrália, no dia 24 de outubro de 1975, o cargo esteve quatro dias sem sucessor. Todavia, o presidente da República, general Francisco da Costa Gomes nomeou o tenente-coronel José Ângelo Teixeira de Magalhães que estava situado na ilha de Ataúro, entre o dia 28 de outubro até 7 de dezembro de 1975, com uma força extremamente exígua. Com a proclamação da independência em 28 de novembro de 1975, o poder português fica extremamente confinado a ilha de Ataúro, embora tivesse "autoridade suprema administrativa".